# Honda Shuttle

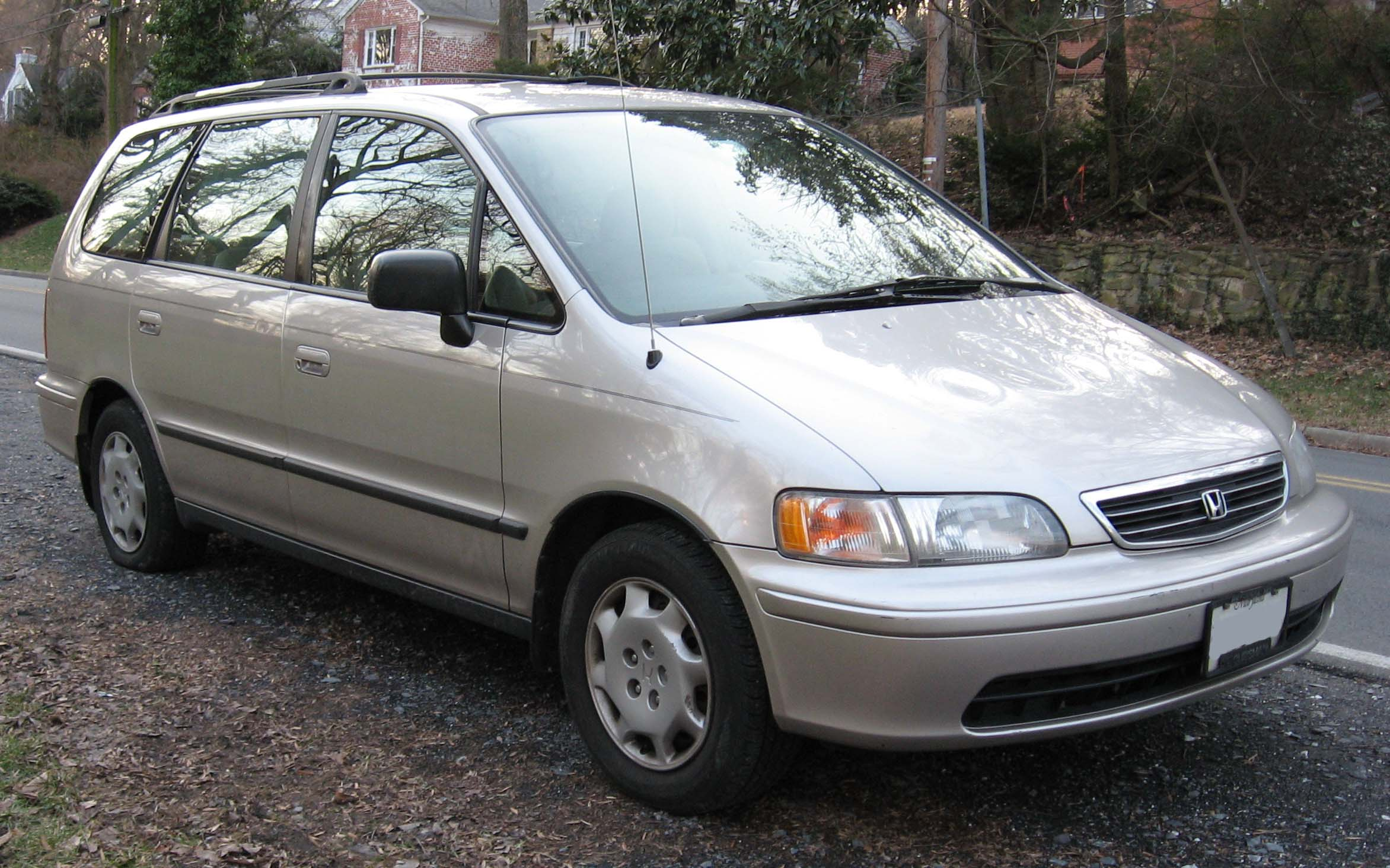

Honda Shuttle var en MPV-modell, som i sin första version presenterades 1983. Den första versionen var egentligen en högbyggd version av småbilen Civic, men med större utrymmen som möjliggjorde totalt sju sittplatser. 1987 kom en ny Civicmodell och Shuttle fick i samband med detta en ansiktslyftning för att bättre anknyta till modellserien. 
1995 presenterades en ny generation som inte längre baserades på Civic, utan på den större Accord. Detta innebar betydligt större yttermått; detta för att attrahera de nordamerikanska konsumenterna. Där fick den nya modellen namnet Honda Odyssey. Motorerna som erbjöds var på mellan 2,2 och 3,0 liters slagvolym. I Europa ersattes Shuttle år 2001 av Honda Stream, samtidigt som en ny version av Odyssey presenterades i USA.